# Убиство породице Скендери
Убиство породице Скендери је злочин који су у ноћи између 10. и 11. јануара 2000. године, у насељу Тусус у Призрену, починили припадници Ослободилачке војске Косова. Убијено је четири члана бошњачке породице Скендери: брачни пар Сезаир и Анифа, њихова ћерка Ардијана и мајка Ђула. Претпоставља се да је злочин етнички мотивисан.

## Злочин
У ноћи између 10. и 11. јануара 2000. године, у насељу Тусус у Призрену, наоружани и маскирани екстремисти су упали у породичну кућу Бошњака Сезаира Скендерија и из ватреног оружја убили њега, његову супругу Анифу (48) и његову мајку Ђулу (72). У дворишту куће је убијена и њихова двадесетогодишња ћерка Ардијана. Шеф Мисије УН на Косову Бернар Кушнер осудио је као "свирепо" убиство породице Скендери у Призрену.
Основна претпоставка је да је злочин био етнички мотивисан јер су само пет дана раније убијена два српска цивила а од јуна 1999. је исељено и протерано више од 20 000 Бошњака са Косова док их је око сто убијено.
До данас починиоци овог страшног злочина нису процесуирани нити осуђени.